# Spilosmylus alticolus
Spilosmylus alticolus är en insektsart som beskrevs av Banks 1937. Spilosmylus alticolus ingår i släktet Spilosmylus och familjen vattenrovsländor. Inga underarter finns listade i Catalogue of Life.